# مونس باسوامینا
مونس باسوامینا (انگلیسی: Mons Bassouamina؛ زادهٔ ۲۸ مهٔ ۱۹۹۸) بازیکن فوتبال است که در پست مهاجم بازی می‌کند.
از باشگاه‌هایی که در آن بازی کرده‌است می‌توان به باشگاه فوتبال نانسی اشاره کرد.
وی همچنین در تیم‌های ملی فوتبال زیر ۱۸ سال فرانسه و کنگو بازی کرده‌است.